# École supérieure de physique et de chimie industrielles de la ville de Paris
École supérieure de physique et de chimie industrielles de la ville de Paris er et fransk ingeniør-institut tilknyttet PSL Research University. 

## Berømte kandidater
- Frédéric Joliot-Curie, fransk fysiker og nobelprismodtager
- Paul Lebeau, fransk kemiker